# Kirrberg (Bas-Rhin)
Kirrberg (deutsch Kirberg) ist eine französische Gemeinde mit 146 Einwohnern (Stand 1. Januar 2021) im Département Bas-Rhin in der Region Grand Est (bis 2015 Elsass). Sie gehört zum Arrondissement Saverne. Kirrberg liegt in der Landschaft „Krummes Elsass“.

## Geschichte
Seine erste Erwähnung fand der Ort 712 als Villa Teurino, bevor er 1501 mit Kirpberg zum ersten Mal einen Vorläufer des heutigen Namens erhielt. Im Dreißigjährigen Krieg wurde der Ort durch einen Brand 1625 fast völlig zerstört.
Von 1871 bis zum Ende des Ersten Weltkrieges gehörte Kirberg als Teil des Reichslandes Elsaß-Lothringen zum Deutschen Reich und war dem Kreis Zabern im Bezirk Unterelsaß zugeordnet.

### Bevölkerungsentwicklung
| Jahr      | 1910 | 1962 | 1968 | 1975 | 1982 | 1990 | 1999 | 2007 | 2017 |
| Einwohner | 284  | 196  | 197  | 179  | 168  | 166  | 151  | 174  | 157  |